# 卡利若瓦三向聯結構造

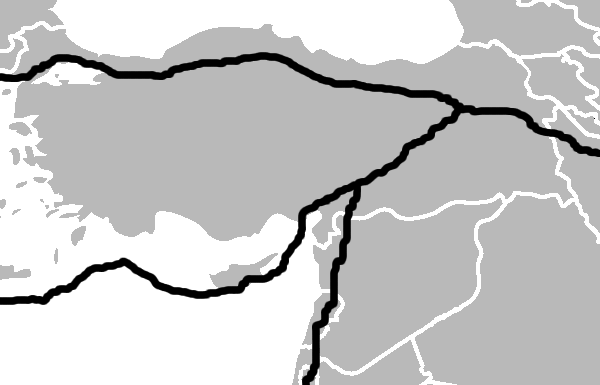
卡利若瓦三向聯結構造與鄰近斷層

卡利若瓦三向聯結構造是安那托利亞板塊、歐亞大陸板塊和阿拉伯板塊三者之間的三向聯結構造，也是東西向的北安那托利亞斷層與從西南方伸延過來的東安那托利亞斷層交會之處。